# ماری استریت
ماری استریت (متولد ۱۸ فوریه ۱۸۵۵ در شاسبرگ، ترانسیلوانیا، درگذشته۱۶ سپتامبر ۱۹۲۸ در درسدن) یک بازیگر تئاتر آلمانی و فعال حقوق زن ها بود که به عنوان رئیس فدراسیون کانون های زنان آلمان، کارزارهای انتخاباتی را انجام داد.

## زندگی

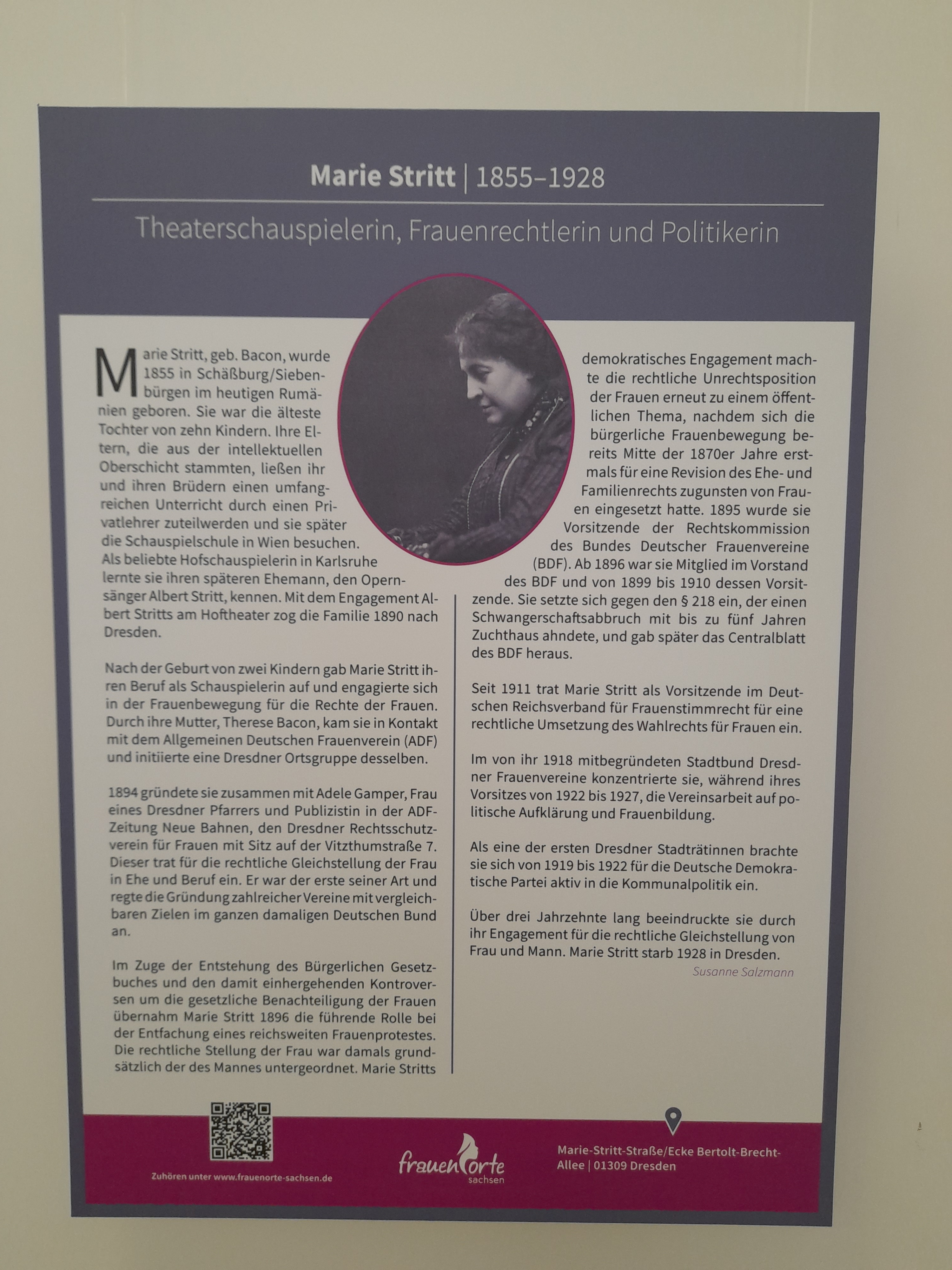
نمایشگاه محل های زنانه زاکسن، ماری استریت (درسدن)

ماری استریت در روز ۱۸ فوریه ۱۸۵۵ در سیگیسوآرا متولد شد. ماری دختر بزرگ از ۱۰ خواهر و برادر - و ۶ نفر از آنان در دوره های نوزادی درگذشته بودند- از یک والدینی آلمانی وکیلی در ترانسیلوانیا بود. پدر ماری، جوزف مارتین بیکن (زاده۱۸۲۰درگذشته۱۸۸۵)، جزو گروه رایشتاگ مجارستان بود. برادر ماری، جوزف بیکن (زاده۱۸۵۷-درگذشته۱۹۴۱)، یک پزشک شهر و پایه گذار موزه تاریخ بومی در زاد بومش بود.
مادر ماری ترز بیکن پیش از این در زمانی که تلاطم گسترده زنان هنوز موجود نبود. گلاویز ریاست زنان بود. همچنین این مادر ماری بود که او را با تلاطم زنان درسدن در روز های نخست دهه ۱۸۹۰ آشنا نمود.
در سال ۱۸۷۳، ماری شاسبرگ را رها کرد تا هنرپیشه شود. ماری در کنسرواتوار وین پدیدار شد و نخستین نامزدی خودش را در سال ۱۸۷۶ در کارلسروهه به انجام رساند. در ان مکان ماری نخستین نقش آفرینی خودش را به عنوان "کتی از هایلبرون" و به عنوان "ماریان" در خواهر و برادر انجام داد. ماری در آن مکان تا سال ۱۸۸۱ در قسمت شیفته ها ماندگار شد. به دنبال آن فرانکفورت آم ماین، محلی که او به زودی پیمان خودش را لغو نمود و فقط به عنوان میهمان فعالیت نمود،در شهر های بزرگی همچون هامبورگ و درسدن .
ماری با خواننده آوا نمایش آلبرت استریت (۱۸۴۷-۱۹۰۸) ازدواج نمود که از او صاحب ۲ فرزند شد. در سال ۱۸۸۹ از صحنه وداع نمود و در درسدن مسقر گردید. از سال ۱۸۹۴ او زیاد و زیاد در تلاطم زنان در آن مکان شرکت نمود- به خصوص با مکاشفه گرفتن از مادر خودش.

## پدید آوردن
ماری را یکی از پیشروان اصلی تلاطم زنان آلمان می دانند. ماری به التفات تعلیم بازیگری، یکی از عالی ترین صحبت هایش  در تلاطم زنان به شمار می رفت. ماری در باره چگونگی حقوقی زنان در کل آلمان سخنرانی نمود. میان سال‌های ۱۸۹۱ و ۱۸۹۶ ماری عضو و بعضی اوقات رئیس انجمن زنان اصلاحات بود. ماری در سال ۱۸۹۴ نخستین کانون پشتیبانی  از حقوقی زنان را در درسدن پایه گذاری کرد. در سال ۱۸۹۶ او جزوی از شروع کننده های پویش بازخواستی لندستورم زنان بر ضد پیش نویس بی جی بی بود. از سال ۱۸۹۹ تا ۱۹۱۰ ماری مسئول فدراسیون کانون های زنان آلمان بود. از سال ۱۹۰۰ تا ۱۹۲۰، ماری ویرایشگر ویراستار ارگان انتشارات بی دی اف بود. این نشریه تا سال ۱۹۱۳ زیر عنوان سنتربلات انتشار یافت و بعد از آن به فراونفراگه تغییر اسم داد. ماری در تهاجم حق نظر و رای زن های آلمان بسیار موثر بود. ماری از سال ۱۹۱۱ تا ۱۹۱۹ مسئولیت کانون آلمان برای حق رأی زن ها و از سال ۱۹۱۳ تا ۱۹۲۰ مسئول اتحادیه بین‌المللی حق رأی زن ها بود. در سال ۱۹۲۰ ماری نماینده حکومت رایش در کنگره بین المللی ژنو، از سال ۱۸۹۹ تا ۱۹۲۱ سرمقاله نویس روزنامه مرکزی فدراسیون اتحادیه های زنان آلمان و سوال های زنان، از سال ۱۹۲۰ تا ۱۹۲۲ عضو شورای افتخاری دی دی پی در درسدن بود. در سال ۱۹۱۹ به هموندی هیئت ملی بزرگ فدراسیون کانون های زنان آلمان درآمد و از سال ۱۹۲۲ تا ۱۹۲۷ مسئول کانون شهر کانون های زنان درسدن بود. ماری همچنین یکی از پایه گذار های انجمن مطالعات زنان (سپسانجمن تصاویر زنان و مطالعات زنان) بود.
در حال حاضر بیش از ۱۰۰ سال گذشته، عکس تصویر ماری صفحه نخست گسترده ترین مجله جمعی، روزنامه مصور برلین را پیرایه داده بود. این در ژوئن ۱۹۰۴بود - در شروع کنگره بین المللی زن ها در برلین، که ماری به عنوان مسئول فدراسیون انجمن های زنان آلمان ریاست آن را بر عهده گرفت. در سال ۱۹۱۰، به تحریک بیشترین افراد محافظه‌کار، ماری به‌عنوان رئیس‌جمهور توسط گرترود بومر جانشین شد. علت آن شرکت نمودن ماری در فدراسیون پشتیبانی از مادر ها بود، که همچنین برای مادران مجرد و همچنین برای سازش جنسی فراگیر و حمایت نفوذ ناپذیر او بر ضد سقط جنین را جرم انگاری نمود. اگر چه ماری از دیدگاه جایگاه ها به طرف اساس تلاطم زنان آویخته شده بود، ولی هر اشکالی از مقتداسازی را رد نمود و تلاش کرد بین طرف های رقیب میانه گیری کند.
بعد از درگذشت ماری استریت در درسدن، جسد او را در یک گور در سیگیشوآرا رومانی دفن کردند.

## سازمان ماری استریت
بنیاد ماری استریت به مناسبت کناره گیری او از ریاست فدراسیون انجمن های زنان آلمان پایه گذاری شد. دخل سهم شما باید به عنوان دخل در دسترس ماری باشد، ولی سرمایه باید در اختیار بی دی اف باقی بماند. به دلیل آماس، این سازمان در سال ۱۹۲۳ برچیده شد.